# 异叶山蚂蝗
异叶山蚂蝗（学名：Grona heterophylla），又名變葉山螞蝗、铁线草，为豆科假地豆屬下的一种平卧草本植物，過去曾被歸類於近緣的山蚂蝗属。其种加词“heterophyllum”意为“异叶的”。長度可達70釐米。入肝經，有清热解毒、利尿通淋的功效。